# 中華UFO科學學會
中華UFO科學學會是台灣的UFO研究團體，成立於1993年9月19日。
該組織與國外的MUFON、日本UFO科學會等組織建立了合作關係，為台灣第一個參與國際合作研究的UFO團體。1993年10月，學會理事長江晃榮受邀至聯合國參加「地球外高智慧生命與人類未來」研討會。
至1995年時其成員已有一千多人。